# 21701 Ґабемендоза
21701 Ґабемендоза (21701 Gabemendoza) — астероїд головного поясу, відкритий 7 вересня 1999 року.
Тіссеранів параметр щодо Юпітера — 3,301.